# Laciniomyia dilata
Laciniomyia dilata är en tvåvingeart som beskrevs av Giar-Ann Kung och Brown 2005. Laciniomyia dilata ingår i släktet Laciniomyia och familjen puckelflugor.
Artens utbredningsområde är Costa Rica. Inga underarter finns listade i Catalogue of Life.